# Producto interno bruto real
El producto interno bruto real (también denominado PIB a precios constantes- PIB ajustado por la inflación- PIB expresado en bienes) es el valor monetario de todos los bienes y servicios producidos por un país o una economía valorados a precios constantes, es decir, según los precios del año que se toma como base o en las comparaciones.
El objetivo fundamental de cálculo del PIB es obtener la producción de una economía y su evolución a lo largo del tiempo, por lo que debe eliminarse el efecto de la subida de precios del PIB. De esta manera el PIB real multiplica los bienes producidos por los precios constantes. Para calcular la producción real se utiliza el deflactor del PIB, según el índice de inflación (o bien computando el valor de los bienes con independencia del año de producción mediante los precios de un cierto año de referencia).

## PIB
El producto interno o producto interior es un agregado (suma total de numerosos componentes), las unidades de medida contenidas en él son heterogéneas (toneladas, kilovatios-hora, etc.). Para obtener un valor total, es preciso transformarlos a términos homogéneos, lo que se consigue dando valores monetarios a los distintos bienes y servicios. 
El producto interno es, pues, el resultado de una multiplicación, en la que participan dos grandes factores: uno real, formado por las unidades físicas, bienes y servicios; otro monetario, integrado por sus precios. 
Así, se concluye que un país aumentaría su producto interno en un porcentaje por el paso del tiempo:
- por haber crecido la producción de bienes
- por haber crecido el nivel general de precios.

Para evitar las distorsiones que la simple subida de precios provoque en las comparaciones intertemporales, se recurre al PIB en términos reales, que no se afecta por las modificaciones en los precios, ya que las unidades físicas se valoran siempre tomando como referencia los precios en un año base. 
Para hallar el PIB real, se divide el PIB nominal por un índice de precios conocido como deflactor del PIB.
- PIB nominal: es el valor monetario de todos los bienes y servicios que produce un país o economía a precios corrientes en el año en que los bienes son producidos. Al estudiar la evolución del PIB a lo largo del tiempo, en situaciones de inflación alta, un aumento sustancial de precios —incluso cuando la producción permanezca constante—, puede dar como resultado un aumento sustancial del PIB, motivado exclusivamente por el aumento de los precios.